# 三好達治賞
三好達治賞（みよしたつじしょう）は、詩集に与えられた文学賞。大阪市主催、福井県協賛によって選考、授賞される。
昭和時代を代表する詩人の一人三好達治の業績を記念して、2006年に創設された。受賞は選考委員の合議によって決定され、受賞者には正賞として賞状、副賞として賞金及び福井県特産品（2013年現在）が授与される。2020年の第15回で事業は終了となった。対象は12月1日から11月末までに発行された詩集のうち、自薦他薦されたもの。賞金100万円。発表は2月、授賞式は3月頃。

## 受賞作一覧
（表記年は受賞年）

### 第1回から第15回
- 第1回（2006年） -  清水哲男 『黄燐と投げ縄』（書肆山田）ISBN 978-4-87995-656-9
- 第2回（2007年） -  伊藤桂一 『ある年の年頭の所感』 （潮流社） ISBN 978-4886650955
- 第3回（2008年） - 田中清光 『風景は絶頂をむかえ』（思潮社）ISBN 978-4-7837-3004-0
- 第4回（2009年） - 池井昌樹 『眠れる旅人』（思潮社）ISBN 978-4-7837-3072-9
- 第5回（2010年） - 長田弘 『世界はうつくしいと』（みすず書房）ISBN 978-4-622-07466-3
- 第6回（2011年） - 粕谷栄市 『遠い川』（思潮社）ISBN 978-4-7837-3218-1
- 第7回（2012年） - 細見和之 『家族の午後』（澪標）ISBN 978-4-86078-175-0
- 第8回（2013年） - 高階杞一 『いつか別れの日のために』（澪標）ISBN 978-4-86078-203-0
- 第9回（2014年） - 藤田晴央 『夕顔』（思潮社）ISBN　978-4-7837-3397-3
- 第10回（2015年） - 高橋順子 『海へ』（書肆山田）ISBN　978-4-87995-899-0
- 第11回（2016年） - 谷川俊太郎 『詩に就いて』（思潮社）ISBN 978-4-7837-3467-3
- 第12回（2017年） - 大橋政人 『まどさんへの質問』（思潮社）ISBN 978-4-7837-3541-0
- 第13回（2018年） - 黒岩隆 『青蚊帳』（思潮社）ISBN 978-4-7837-3584-7
- 第14回（2019年） - 上手宰 『しおり紐のしまい方』（版木舎）、服部誕 『三日月をけずる』（書肆山田）ISBN 978-4-87995-973-7
- 第15回（2020年） - 佐藤モニカ 『世界は朝の』（新星出版[注釈 1]）ISBN　978-4-909366-32-0、与那覇幹夫 『時空の中洲で』（あすら舎）ISBN 978-4-908900-10-5（作品173点）[2]

## 選考委員
- 第1回[3] - 第3回：杉山平一、新川和江、中村稔、宮本輝
- 第4回 - 第5回：杉山平一、新川和江、中村稔
- 第6回 - 第7回：杉山平一、新川和江、中村稔、池井昌樹
- 第8回 - 第11回：中村稔、池井昌樹、新川和江、以倉紘平
- 第12回 - 第15回：以倉紘平、池井昌樹、高橋順子、岩阪恵子[2]